# 布羅克頓 (紐約州)
布羅克頓（英語：Brocton）是位於美國紐約州學托擴縣的村。

## 人口
根據2020年美國人口普查的數據，布羅克頓的面積為4.58平方千米，皆為陸地。當地共有人口1335人，而人口密度為每平方千米291人。